# Nosatka rezavá
Nosatka rezavá (Rhinoderma rufum) je druh malé žáby z podčeledi nosatkovitých (Cycloramphinae), který se endemicky vyskytuje ve středním Chile. Je to jeden z pouhých dvou druhů výše zmíněné podčeledi.
Tento žabí druh je pozoruhodný neobvyklým způsobem rozmnožování, neboť jeho pulci se líhnou a vyvíjejí v hrdle samců.

## Popis
Nosatka rezavá měří od špičky nosu po kloaku asi 3,2 cm. Má masitý nos, štíhlé nohy a plovací blánu mezi prvním až třetím prstem. Zbarvení hřbetu bývá různé, obvykle jde o odstín hnědé či zelené anebo směs obou. Na břišní straně jsou černobílé skvrny.

## Chování
Nosatka rezavá je denní tvor. Živí se hmyzem a ostatními členovci. Samička klade na vlhkou půdu malý shluk vajíček. Asi po týdnu se v nich začínají hýbat embrya. Tehdy je sameček pozře a uchovává je ve svém rezonančním měchýřku, dokud se jim nevyvine funkční střevo. Poté je přenese ke vhodnému vodnímu zdroji, do něhož je vypustí. Pulci ve vodě dál rostou a prodělají zde i svoji proměnu. Tím se nosatka rezavá liší od nosatky Darwinovy, jejíž pulci zůstávají v otcovském rezonančním měchýřku až do proměny, a teprve pak ho opustí.

## Rozšíření
Nosatka rezavá obývá velmi omezené území ve středním Chile, a sice v provincii Talca a směrem na jih k regionu Bío-Bío, mezi 33° 30' a 37° 50' jižní šířky. O tomto druhu toho víme dost málo, ale jeho přirozenými biotopy jsou zřejmě lesy mírného pásma, okolí vodních toků a bažiny. Jeho příslušníci byli nalezeni ve vlhkých bukových lesích v nadmořských výškách 50–500 metrů.

## Status ohrožení
Nosatka rezavá je v současné době Mezinárodním svazem ochrany přírody (IUCN) vedena jako "kriticky ohrožená", avšak vzhledem ke skutečnosti, že od roku 1978 nemáme objektivně potvrzeno, že byla spatřena, může už být dokonce vyhynulá. Největší hrozby, jimž musí čelit, je kácení borových lesů, v nichž žije, a stavební práce. Nicméně to nevysvětluje prudký úbytek její populace. Jedním z možných vysvětlení by byla epidemie chorob, jako je chytridiomikóza obojživelníků, ta však nebyla v době, kdy úbytek začal, v Chile hlášena. Pokud jsou ještě tyto nosatky mezi živoucími živočichy, hrozí jim zcela jistě ztráta stanovišť způsobená jejich ničením, znečištění a nákaza způsobená primitivní houbou Batrachochytrium dendrobatidis.